# Marcel Top
Marcel Top (n. 25 septembrie 1977, Cehu Silvaniei) este un regizor român de teatru.

## Biografie
A absolvit Universitatea Națională de Artă Teatrală și Cinematografică Ion Luca Caragiale din București, Facultatea de Teatru, Secția Regie, clasa profesorului Valeriu Moisescu si master regie film UNATC. "Marcel Țop e o figură aparte a generației sale – dispune de o energie uriașă, convinge performeri dintre cei mai diferiți să i se alăture și, mai ales, nu se mulțumește să meargă pe căi bătute." Unul dintre cele mai neconvenționale spectacole ale sale este „Deformații” de la Teatrul Luni de la Green Hours. "„Deformații” poate fi considerat un spectacol reprezentativ pentru scena românească underground de azi. Și o dovadă că ea merită să existe."(Cristina Modreanu)

„Controversat în bălăceala românească cu pretenții teoretice, tânărul regizor Marcel Top este un nume care contează în teatrul tânăr românesc. În primul rând prin talent, apoi prin diversitatea mijloacelor și temelor abordate. Când șocant și virulent, ca în „Natural Born Fuckers”, „G.O.D.” sau „Edmond”, când languros, decadent și voluptuos, ca în „Valmont”, când cinic, ironic și baroc, ca în „Deformații”, Marcel Top nu se repetă niciodată.” (Cristina Rusiecki)
.

## Spectacole regizate
- „Jocul vieții și al morții în deșertul de cenușă” scenariu de Marcel Top, Teatrul Municipal din Baia Mare
- „MacBeth și Caligula în cursa de șoareci” scenariu de Marcel Top, Teatrul Municipal din Baia Mare
- „American Buffalo” de David Mamet, Teatrul Luni de la Green Hours, București
- „Valmont” scenariu de Marcel Top, după "Legaturi primejdioase" și "Quartett" de Heiner Muller, Teatrul Montage, București
- „Demonul Roșu” de Hideki Noda, Teatrul Act, București
- „Dumnezeul de a doua zi” de Cornel Mimi Branescu, Teatrul de Comedie, București
- „Sex, drugs and rock'n roll” dupa Eric Bogosian, Teatrul Act, București
- „Natural Born Fuckers” de Eric Bogosian, Teatrul Act, București
- „Edmond” de David Mamet, Teatrul de Comedie, București
- „G.O.D.” scenariu dupa „The Orphans” de Eric Bogosian și „Richard III” de William Shakespeare, Teatrul Luni de la Green Hours
- „Red Light and Hot Line” de Marcel Top, Teatrul La Scena, București
- „Hamlet” de William Shakespeare, Teatrul Imeras, Atena
- „Romania Greatest Hits” musical de Dan Ardelean, pe texte de Mircea Dinescu, Palatul Societății Tinerimea Română, București
- „Jacques și stăpânul său” de Milan Kundera, Teatrul Silver Church, București
- „Deformații” scenariu de Marcel Top dupa texte de Mitoș Micleușanu, Claudiu Komartin, Răzvan Țupa și Adina Zorzini, Teatrul Luni de la Green Hours, București
- „Amadeus” după Peter Shaffer și scrisorile lui Wolfgang Amadeus Mozart, Opera Națională București
- „O zi de vara” după Slawomir Mrozek, Teatrul Nottara
- „Vigil” („Matusica”) de Morris Panych, o productie  TVR Cultural 2010, Teatrul National de Televiziune
- „Marii eroi ai revolutiilor” dupa Octavian Soviany, Club The Other Side of Expirat
- „Cabinierul” de Ronald Harwood, Teatrul Nottara, București
- „Don Juan” după Molière, Teatrul Godot, București
- „Kasa poporului” după Mitoș Micleusanu, Teatrul Godot, București
- „Butoiul cu praf și pulbere”, adaptare de Marcel Țop după Dejan Dukovski, Teatrul Municipal din Baia Mare
- "Woyzek Transilvania", adaptare de Marcel Țop după Georg Büchner, Teatrul De Nord Satu Mare
- "Hamlet" după William Shakespeare, Artextract
- "Visul unei nopți de vară" după William Shakespeare, Teatrul de Stat Constanța

## Premii
2006: Premiul pentru cel mai bun spectacol „Edmond”- Gala Comedia tine la tineri
2004: Premiul special al juriului Gala Absolvenților, Cassandra
2002: Premiul Yorick la Festupic – Compiegne, Franța
1998: Premiul pentru cea mai buna regie, „Jocul vieții și al morții în deșertul de cenușă” de Horia Lovinescu, Festivalul Internațional de Teatru Piatra Neamț

## Roluri
- „Ursul” de A.P. Cehov, regia Mihaela Triboi
- „Frankie e O.K.” de M. Cicvak, regia Robert Bălan
- „Amedeu” de Eugène Ionesco, regia Anton Tauf,
- „Șarpele” de Mircea Eliade, regia Anton Tauf
- „Deja vu” de Ana Ripka Rus